# بوب هاوكس
بوب هاوكس هو سياسي أمريكي، ولد في 27 أغسطس 1926 في ممفيس في الولايات المتحدة. انتخب عضو مجلس نواب تينيسي ‏.